# Сатаево
Сатаево (баш. Сатай) — деревня в Миякинском районе Башкортостана, входит в состав Енебей-Урсаевского сельсовета.

## Население
| 2002 | 2009 | 2010 |
| ---- | ---- | ---- |
| 175  | ↘148 | ↘136 |

Национальный состав
Согласно переписи 2002 года, преобладающая национальность — башкиры (100 %).

## Географическое положение
Расстояние до:
- районного центра (Киргиз-Мияки): 29 км,
- центра сельсовета (Енебей-Урсаево): 4 км,
- ближайшей ж/д станции (Аксёново): 51 км.

## Известные уроженцы
- Разяпов, Шифа Гарифуллович (15 января 1925 — 1 октября 2011) — тракторист колхоза «Башкортостан» Миякинского района БАССР, участник Великой Отечественной войны, Герой Социалистического Труда (1966)[5][6].